# John F.C. Fuller
John Frederick Charles Fuller (Chichester, 1º settembre 1878 – Chichester, 10 febbraio 1966) è stato un generale, storico e stratega britannico.
Va ricordato anche come uno dei primi teorizzatori della guerra corazzata, per lo sviluppo dell'impiego del proiettore da ricerca notturna (nel suo uso bellico attivo). Fueller è stato anche uno storico militare autodidatta che pubblicò oltre quaranta libri e centinaia di articoli sul tema, che raggiunsero anche un ampio pubblico fuori dal mondo militare. Si occupò principalmente di un'analisi sociale e antropologica della guerra, e del suo rapporto con fattori culturali, politici ed economici che usò come base per suggerire la formulazione di nuove tecniche belliche e la costruzione di possibili nuove armi d'avanguardia, specialmente tipologie di carrarmati e di aerei, per sorprendere il nemico e che avessero anche conseguenze psicologiche oltre che fisiche.
Fuller inoltre supportava l'Unione Britannica dei Fascisti di sir Oswald Mosley e fu membro del gruppo filonazista clandestino Nordic League. Era anche un occultista e un membro della Thelema. Seguace della prima ora di Aleister Crowley, scrisse numerosi libri sull'esoterismo.

## Parziale bibliografia
Fuller fu scrittore assai prolifico. Delle sue molteplici opere, rammenteremo quanto meno le seguenti.
- The Star in The West: a critical essay upon the works of Aleister Crowley (Walter Scott Publishing Co., London, 1907)
- Yoga: a study of the mystical philosophy of the Brahmins and Buddhists (W. Rider, London, 1925)
- The Generalship of Ulysses S. Grant (Murray, London, 1929)
- Grant & Lee: a study in personality and generalship (Eyre & Spottiswoode, London, 1933)
- Memoirs of an Unconventional Soldier (Nicholson & Watson, London, 1936)
- The Secret Wisdom of the Qabalah: A Study in Jewish Mystical Thought (W. Rider & Co., London, 1937)
- The Second World War, 1939-1945: a strategical and tactical history (Eyre & Spottiswoode, London, 1948)
- The Decisive Battles of the Western World and their Influence upon History, 3 vols. (Eyre & Spottiswoode, London, 1954-6)
  - Volume 1: From the earliest times to the battle of Lepanto
  - Volume 2: From the defeat of the Spanish Armada to the battle of Waterloo
  - Volume 3: From the American Civil War to the end of the Second World War
- The Generalship of Alexander the Great (Eyre & Spottiswoode, London, 1958)
- Julius Caesar: man, soldier and tyrant (Eyre & Spottiswoode, London, 1965)
- A Military History of the Western World, 3 vols. This is the American publication of The Decisive Battles of the Western World and their Influence upon History. Titles of individual tomes are same as in the British edition. Originally published: (Funk and Wagnalls, New York, 1954-7). Republished: (Da Capo Press, New York, 1987-8).
  - v. 1; ISBN 0-306-80304-6.
  - v. 2; ISBN 0-306-80305-4.
  - v. 3; ISBN 0-306-80306-2.